# Roman Lysko
Roman Lysko (ukrainisch Роман Лиско; * 14. August 1914 in Horodok; † 14. Oktober 1949 in Lemberg) war ein ukrainischer Priester und Märtyrer.

## Leben
Roman Lysko wurde als Sohn des ukrainisch-katholischen Priesters Wolodymyr Lysko geboren. Nach Abschluss des Gymnasiums begann er 1932 seine theologische Ausbildung. An der von Jossyf Slipyj, dem späteren Großerzbischof, geleiteten Theologischen Akademie Lemberg schloss Lysko 1938 seine Studien ab. Im gleichen Jahr heiratete er Neonila Hunjowska, die Tochter eines Priesters, mit der er zwei Söhne und eine Tochter hatte.
Am 28. August 1941 wurde Lysko von Großerzbischof Andrej Scheptyzkyj zum Priester geweiht und anschließend als Seelsorger in Kotliv eingesetzt. Nachdem er 1946 den von den sowjetischen Behörden geforderten Übertritt zur Russisch-orthodoxen Kirche verweigerte, wurde ihm die Arbeit als Priester verboten. An seinem Geburtsort war er dennoch als Kaplan tätig, bis er am 8. September 1949 verhaftet und in Lemberg inhaftiert wurde. Im Jahr 1956 erhielt seine Familie die Information, Roman Lysko sei bereits am 14. Oktober 1949 gestorben. Zeugen berichteten, er sei in der Haft lebendig eingemauert worden.
Am 27. Juni 2001 wurde Roman Lysko von Papst Johannes Paul II. seliggesprochen.